# Sam McQueen
Samuel James "Sam" McQueen (Southampton, Anglia, 1995. február 6. –) angol labdarúgó, aki jelenleg a Southamptonban  játékosa, de kölcsönben a Middlesbrough-ban szerepel. Balhátvédként és szélsőként is képes pályára lépni.

## Pályafutása

### Southampton
McQueenre nyolcéves korában figyelt fel a Southampton, amikor a helyi Oakwood Rangers ifiakadémiáján játszott, majd meg is hívta saját ificsapatába. Tagja volt annak az U13-as csapatnak, mely Texasban ezüstérmes lett a rangos nemzetközi Dallas Cupban 2008-ban, az FC Barcelona Californiától kikapva a döntőben. Ebben a csapatban olyan ifijátékosok szerepeltek, mint James Ward-Prowse, Luke Shaw, Calum Chambers, Harrison Reed, Jordan Turnbull és Jake Sinclair, akik később mind profi szerződést kaptak a Southamptontól.
McQueen 2014. február 15-én került be először az első csapat meccskeretébe, egy Sunderland elleni FA Kupa-meccsre. Az utolsó nyolc percre állt be, Adam Lallanát váltva csereként, a 45-ös mezszámot viselve. Június 17-én egy új, négy évre szóló szerződést kötött a csapattal. 2016 januárjában kölcsönben a harmadosztályú Southend Unitedhez igazolt, a szezon végéig. A Unitedben egy Coventry City elleni bajnokin mutatkozott be, a 86. percben beállva. Első gólját február 6-án, 21. születésnapján szerezte, a Colchester United ellen.

## Külső hivatkozások
- Sam McQueen pályafutásának statisztikái a Soccerbase oldalon (angolul)